# Chrie
Eine Chrie (Aussprache [ˈçriːə] oder vereinfacht [ˈçriː]; von altgriechisch χρεία chreia „Gebrauch, Nutzen“) ist eine schriftliche Ausarbeitung über eine Spruchweisheit nach einem festgelegten, formalen Schema. Sie gehörte zu den Progymnasmata des antiken Rhetorikunterrichts und war bis Anfang des 20. Jahrhunderts im Schulunterricht von Bedeutung. Auch heute wird die Chrie noch in der Vorbereitung auf eine Debatte oder Rede benutzt.
Man fasst dabei seine Gedanken zur Spruchweisheit in festgelegten Schritten zusammen. Dabei sollen die positiven Aspekte der Maxime oder Ähnliches beleuchtet werden, indem man Gedanken zum Thema „Wo finde ich ein Beispiel für die positive Auswirkung?“ oder „Was wäre, wenn Menschen anders handeln würden?“ aufschreibt oder vorträgt.

## Aufbau
| 1. | Lob             | Lobende Vorstellung des Autors                                                         |
| 2. | Nennung         | Nennung des Zitates oder eines denkwürdigen Geschehnisses                              |
| 3. | Warum           | Aufzeigen eines Grundes, warum die Bemerkung oder die Geschehnisse denkwürdig sind     |
| 4. | Gegenteil       | Deutung des Beispiels bei Umkehrung der Aussage                                        |
| 5. | Vergleich       | Darstellung eines Vergleichs                                                           |
| 6. | Beispiel        | Nennung eines weiteren Beispiels für die Hauptaussage der Chrie                        |
| 7. | Untermauerung   | Untermauerung der dargestellten Meinung durch die Aussage einer anderen Persönlichkeit |
| 8. | Zusammenfassung | Kurze Zusammenfassung                                                                  |

Der lateinische Merkvers für eine Chrie, ein Hexameter,  lautet: „Quís, quid, cúr, contrá, simil(e), éxemplária, téstes?“ („Wer, was, warum, gegen, ähnlich, Beispiele, Zeugen“).

## Beispiel
Ein Beispiel für eine Chrie ist die neutestamentliche Erzählung Das Scherflein der Witwe (Mk 12,41–44 ).